# Catalina de Sajonia (archiduquesa de Austria)
Catalina de Sajonia (Grimma, 27 de julio de 1468 - Callenberg, 27 de febrero de 1524) fue la segunda esposa del Archiduque Segismundo de Austria y regente del Tirol.

## Vida
Catalina era la hija mayor del duque Alberto III de Sajonia-Meissen y su esposa, Sidonia de Podiebrad. Sus abuelos paternos eran Federico II de Sajonia y Margarita de Austria, hija de Ernesto I de Austria. Sus abuelos maternos eran Jorge de Podiebrad y su primera esposa, Cunegunda de Šternberka. Catalina tenía tres hermanos sobrevivientes: Jorge, Enrique y Federico.
A la edad de 16 años, Catalina se convirtió en 1484, en Innsbruck, en la segunda esposa del archiduque Segismundo de Austria, que ya tenía 56 años y era considerado como senil. El archiduque ya había estado casado con Leonor de Escocia, quien no había dejado hijos sobrevivientes. Catalina y Segismundo no tuvieron descendencia. Catalina intervino poco en la política del Tirol. Una examante de Segismundo que estaba en contra de la joven novia afirmó falsamente en 1487 que Catalina estaba tratando de envenenar a su marido. El estilo político del archiduque ya no era sostenible, que estaba perdiendo el control del Estado tirolés con Federico III, emperador del Sacro Imperio Romano. Por lo tanto, las constantes peleas con el emperador siguieron debido a las limitaciones que había introducido recientemente el archiduque hizo. En 1490, Catalina tenía significativamente menos presupuesto que antes de las limitaciones. Segismundo murió en 1496.
Catalina se casó poco después de la muerte del archiduque en 1496/97 con Eric I de Brunswick-Luneburgo. El matrimonio tuvo una hija de corta duración, Ana María. Catalina murió en 1524 y fue enterrada en Minden. Eric se volvió a casar y tuvo hijos sobrevivientes.